# 76 mm M1902/30
Il 76 mm M1902/30 (russo: 76-мм дивизионная пушка обр. 1902/30 г.) è un cannone sovietico basato sul vecchio cannone Putilov 76 mm M1902 dell'epoca zarista, con ottime prestazioni in termini di gittata, e rimasto in servizio ancora negli anni cinquanta.
I sovietici ammodernarono i loro cannoni con l'aggiornamento di nuove munizioni e spesso con la canna che passò da 30 a 40 calibri di lunghezza, sebbene in genere lasciarono le ruote in legno. Il nuovo cannone trovò impiego nel successivo conflitto mondiale contro i tedeschi.
I cannoni catturati da questi ultimi erano prontamente ribattezzati, come al solito: 7,62 cm FK 295/1(r) per il cannone da 30 calibri, FK 295/2(r) per il 40 calibri, FK 02/26(p) per i cannoni polacchi.
Successivamente alla guerra, i sovietici esportarono gli stock di cannoni rimasti, dati ai cinesi e nordcoreani in Corea, mentre i Vietminh dovettero anche a questi cannoni la caduta dei francesi a Dien Bien Phu.
Il M1902/30 era un cannone obsoleto anche per gli standard della seconda guerra mondiale, ma possedeva un'ottima gittata e un ampio angolo di direzione, e pesava molto poco. Nell'insieme, un buon punto di partenza per l'artiglieria campale sovietica, grazie anche alla robustezza che lo contraddistingueva, a causa della necessità di operare nelle terribili condizioni del terreno in Russia, nel fango (rasputja) e con temperature tra -40 e +30 °C. Si può ben dire che un'arma capace di resistere per decenni a quelle condizioni era buona per combattere in ogni condizione pratica, per quanto dura fosse.